# Laurette Taylor
Pour les articles homonymes, voir Taylor.
Laurette Taylor, de son vrai nom Loretta Helen Cooney, est une actrice américaine née le 1er avril 1883 dans le quartier de Harlem à New York et morte le 7 décembre 1946 à New York.

## Biographie
Elizabeth Cooney, sa mère, fait vivre la famille, notamment en ouvrant une boutique de chapeaux et vêtements. Son père, James Cooney, n'est pas aussi ambitieux que sa femme, il passe son temps à lire et à traîner dans les tavernes.
Après des débuts sur scène plutôt décevants lorsqu'elle avait une douzaine d'années, elle est remarquée en 1901 par Charles Taylor, un auteur de mélodrames, qui l'engage pour une série de représentations. Sa mère pousse alors Taylor, pourtant âgé de 36 ans, à épouser Laurette. Elle aura deux enfants avec lui, mais divorcera en 1910.
Elle épousera plus tard J. Hartley Manners (en), un auteur de théâtre, dont elle jouera notamment sur scène la pièce Peg o' My Heart, qui la rendra célèbre. Après sa mort en 1928, elle aura une longue période difficile, puis elle remontera sur scène dans les années 1940, notamment dans La Ménagerie de verre de Tennessee Williams en 1945. 
Elle meurt le 7 décembre 1946 à New York et est inhumée au cimetière de Woodlawn.

## Théâtre
à Broadway
- 1909 : The Great John Ganton de J. Hartley Manners : May Keating
- 1909 : The Ringmaster d'Olive Porter : Eleanor Hillary
- 1910 : Mrs. Dakon de Kate Jordan
- 1911 : Alias Jimmy Valentine de Paul Armstrong : Rose Lane
- 1911 : Seven Sisters d'Edith Ellis
- 1912 : Lola d'Owen Davis : Lola
- 1913 : The Bird of Paradise de Richard Walton Tully : Luana
- 1914 : Peg o' My Heart de J. Hartley Manners : Peg
- 1914 : The Day of Dupes de J. Hartley Manners
- 1914 : Happiness de J. Hartley Manners
- 1917 : Just as Well de J. Hartley Manners
- 1917 : The Harp of Life de J. Hartley Manners
- 1917 : Out There de J. Hartley Manners
- 1918 : The Wooing of Eve de J. Hartley Manners
- 1918 : Happiness de J. Hartley Manners
- 1919 : Out There de J. Hartley Manners
- 1921 : One Night in Rome de J. Hartley Manners : L'Enigme
- 1922 : Peg o' My Heart de J. Hartley Manners : Peg
- 1922 : The National Anthem de J. Hartley Manners : Marian Hale
- 1923 : Humoresque de J. Hartley Manners : Sarah Kantor
- 1923 : Sweet Nell of Old Drury de Paul Kester : Nell Gwynne
- 1925 : Pierrot the Prodigal de Michel Carré : le jeune Pierrot
- 1925 : Trelawny of the "Wells" d'Arthur Wing Pinero : Rose Trelawny
- 1925 : In a Garden de Philip Barry : Lissa Terry
- 1928 : The Furies de Zoe Akins : Fifi Sands
- 1932 : A Night of Barrie de James M. Barrie
  - Alice Sit-by-the-Fire : Mme Grey
  - The Old Lady Shows Her Medals : Mme Dowey
- 1938 : Outward Bound de Sutton Vane : Mme Midget
- 1945 : La Ménagerie de verre de Tennessee Williams : la mère

## Filmographie
- 1924 : One Night in Rome de Clarence G. Badger : la Duchesse Mareno / Madame L'Enigme
- 1924 : Le Bonheur en ménage de King Vidor : Jenny Wray
- 1922 : Peg de mon cœur de King Vidor : Margaret O'Connell (Peg)

## Analyse

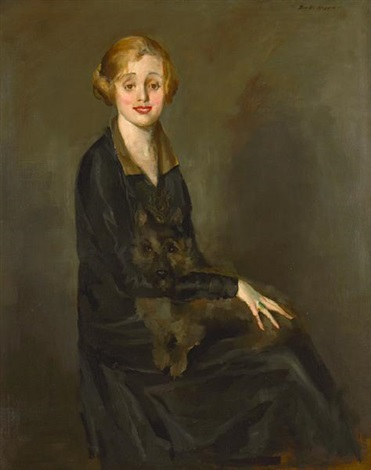
Ben Ali Haggin, Portrait of Laurette, sans date

« [...] I consider her the greatest artist of her profession that I have known. [...] It is our immeasurable loss that Laurette Taylor's performances were not preserved on the modern screen. The same is true of Duse and Bernhardt [...]. Their glory survives in the testimony and inspiration of those who saw them. Too many people have been too deeply moved by the gift of Laurette Taylor for that to disappear from us.
Je la considère comme la plus grande artiste de sa profession que j'aie jamais connu. [...] C'est une perte incommensurable que les performances de Laurette Taylor n'aient pas été conservées sur l'écran. C'est la même chose pour Duse et Bernhardt [...]. Leur gloire survit dans le témoignage de ceux qui les ont vues. Trop de gens ont été tellement émus par le don de Laurette Taylor pour que cela disparaisse. »

— Tennessee Williams, Creator of 'The Glass Menagerie' Pays Tribute to Laurette Taylor, New York Times, 5 décembre 1949